# Apogon properuptus
 Apogon properuptus és una espècie de peix de la família dels apogònids i de l'ordre dels perciformes que es troba als oceans Índic i Pacífic.
Els mascles poden assolir els 8,5 cm de longitud total.